# Maus (zamek)
Maus (także: Peterseck, Thurnberg, Deuernburg) – zamek położony nad doliną Renu i dzielnicą Wellmich miasta Sankt Goarshausen w Niemczech, w kraju związkowym Nadrenia-Palatynat, zbudowany przez arcybiskupów Trewiru w drugiej połowie XIV w. Od 2002 objęty wpisem górnej doliny środkowego Renu na listę światowego dziedzictwa UNESCO.

## Historia
Budowę zamku wznoszącego się na brzegu Renu ponad miastem Wellmich (obecnie dzielnica miasta Sankt Goarshausen) rozpoczął arcybiskup Trewiru Boemund II z Saarbrücken w latach 1355–1362, aby zabezpieczyć włości biskupie przeciwko hrabiom Katzenelnbogen. Zbudowano wówczas donżon, budynek mieszkalny, wieżę mieszkalną i mury. Następca Boemunda, Kuno II z Falkensteinu, rozbudował go, dodając kolejne kondygnacje do budynków i rozbudowując wieżę mieszkalną. Zamek stał się ulubioną rezydencją Kunona, a następnie jego krewnego i zarazem kolejnego arcybiskupa Trewiru, Wernera z Falkensteinu. Po śmierci Wernera w 1418 zamek stracił na znaczeniu, stał się przedmiotem zastawów i przechodził z rąk do rąk, m.in. znajdował się w rękach członków rodu Nassau, przez pewien czas był siedzibą miejscowych urzędników. W 1719 był opisywany już jako opuszczony. W 1806 został sprzedany celem rozbiórki, ale zasadnicza konstrukcja przetrwała. Na początku XX w. wnętrza zostały odrestaurowane, z zachowaniem jednak wyglądu zewnętrznego. Pozostał w rękach prywatnych.
Początkowo nosił nazwę Peterseck, potem także Deuernburg. Nazwa Maus (pol. mysz) pojawiła się w źródłach XVIII w. i prawdopodobnie wzięła się z opozycji do pobliskiego zamku Neukatzenelnbogen, potocznie nazywanego Katz (pol. kot).

## Architektura
Kamienny zamek postawiono na planie zbliżonym do kwadratu o boku ok. 50 m. Zabudowania od południa zbudowano jako część mieszkalną z kaplicą, natomiast północne (obecnie zrujnowane) stanowiły budynki gospodarcze. Pomiędzy nimi znajduje się dziedziniec. Po wschodniej stronie (od strony zbocza) znajduje się mur o wysokości 10 m, w którego biegu wznosi się okrągła wieża o średnicy 8 m (jej zwieńczenie pochodzi z 1924). Po zachodniej stronie (od strony rzeki) wnosi się wieża mieszkalna na planie prostokąta, czterokondygnacyjna, niegdyś pełniąca funkcje reprezentacyjne.
Wznosi się na skalistym zboczu doliny Renu prawie 100 m ponad Wellmich i jest oddzielony od stoku rowem wyciętym w skale.

## Galeria

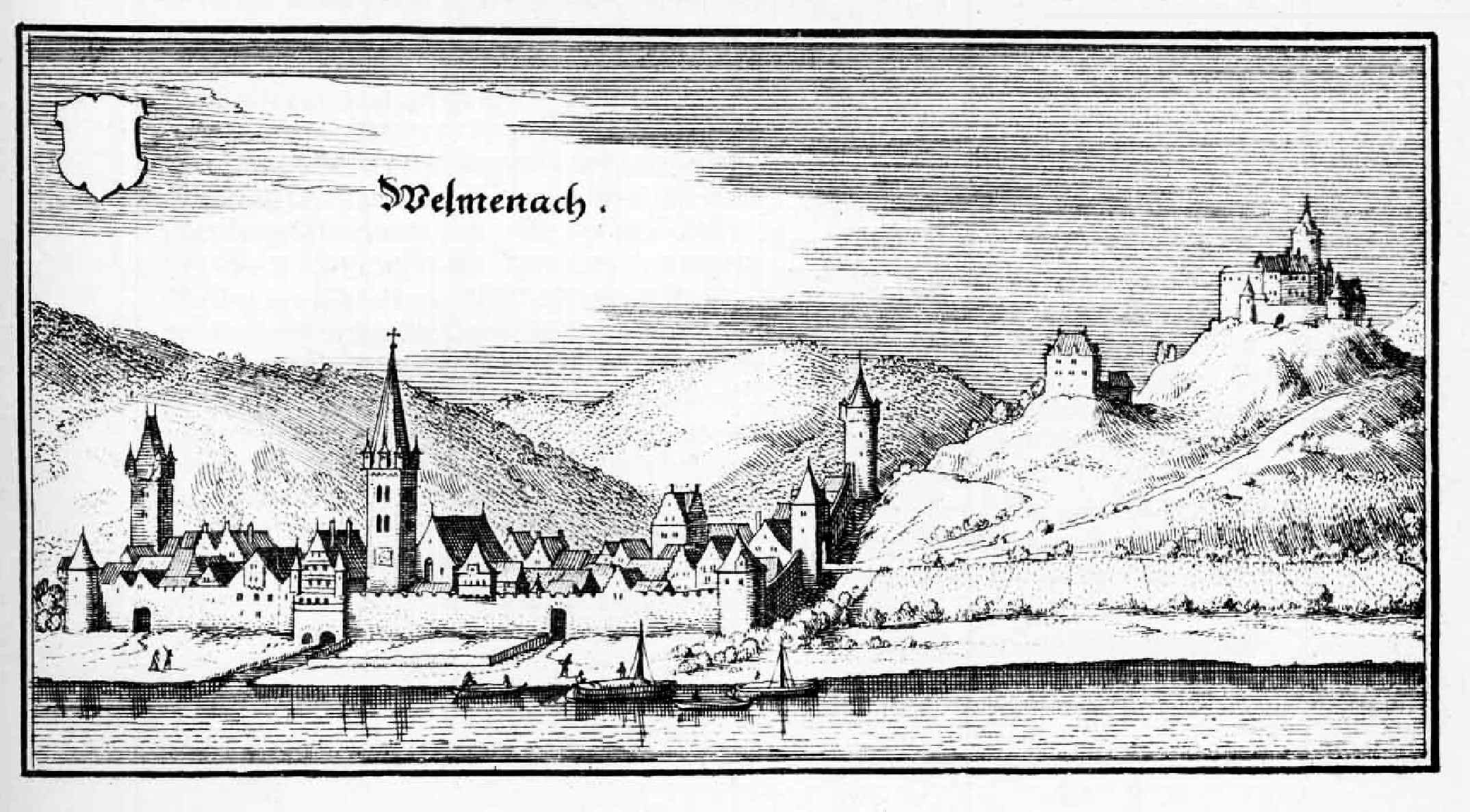
Wellmich i zamek w XVII w.
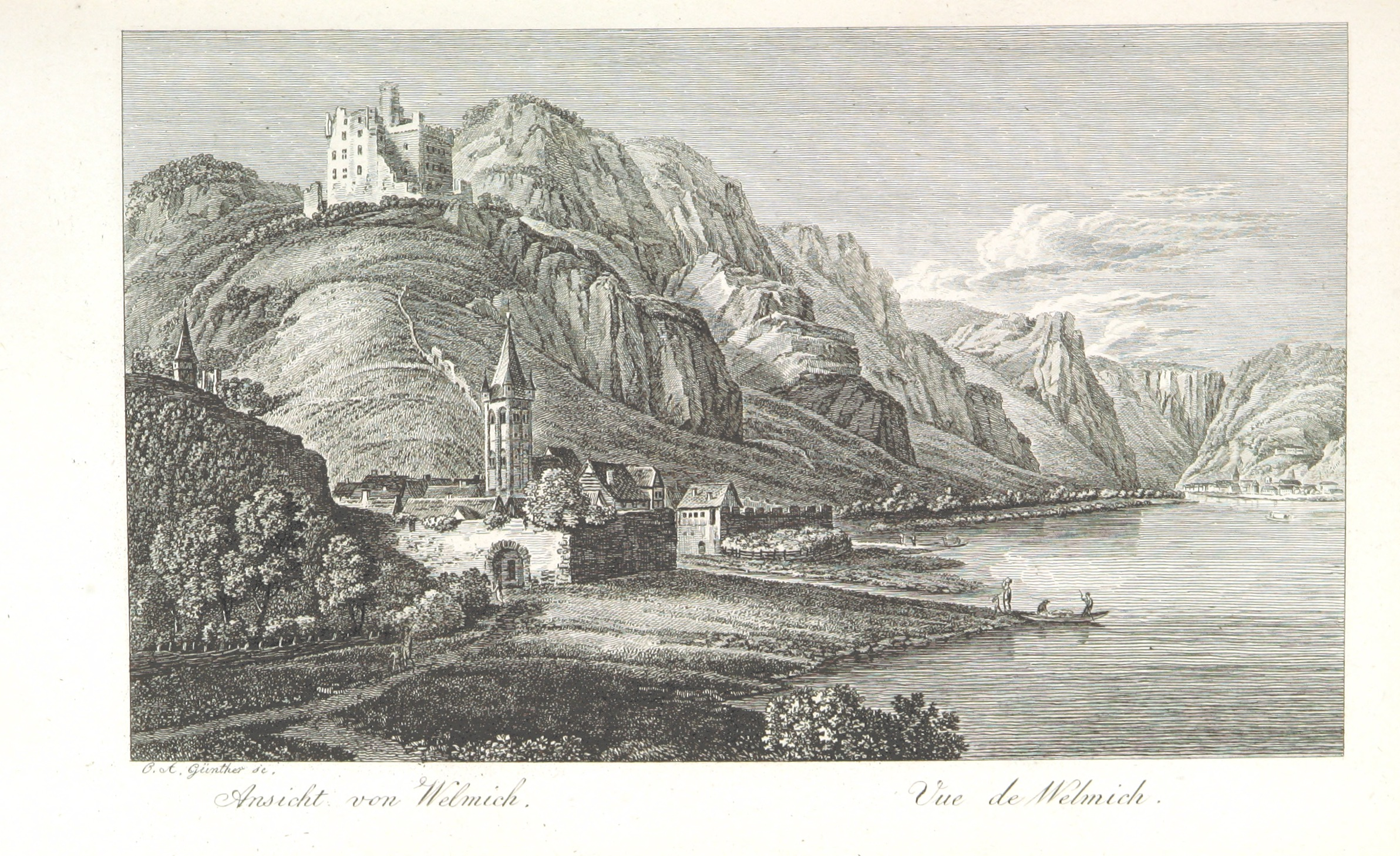
Wellmich i zamek na przełomie XVIII i XIX w.
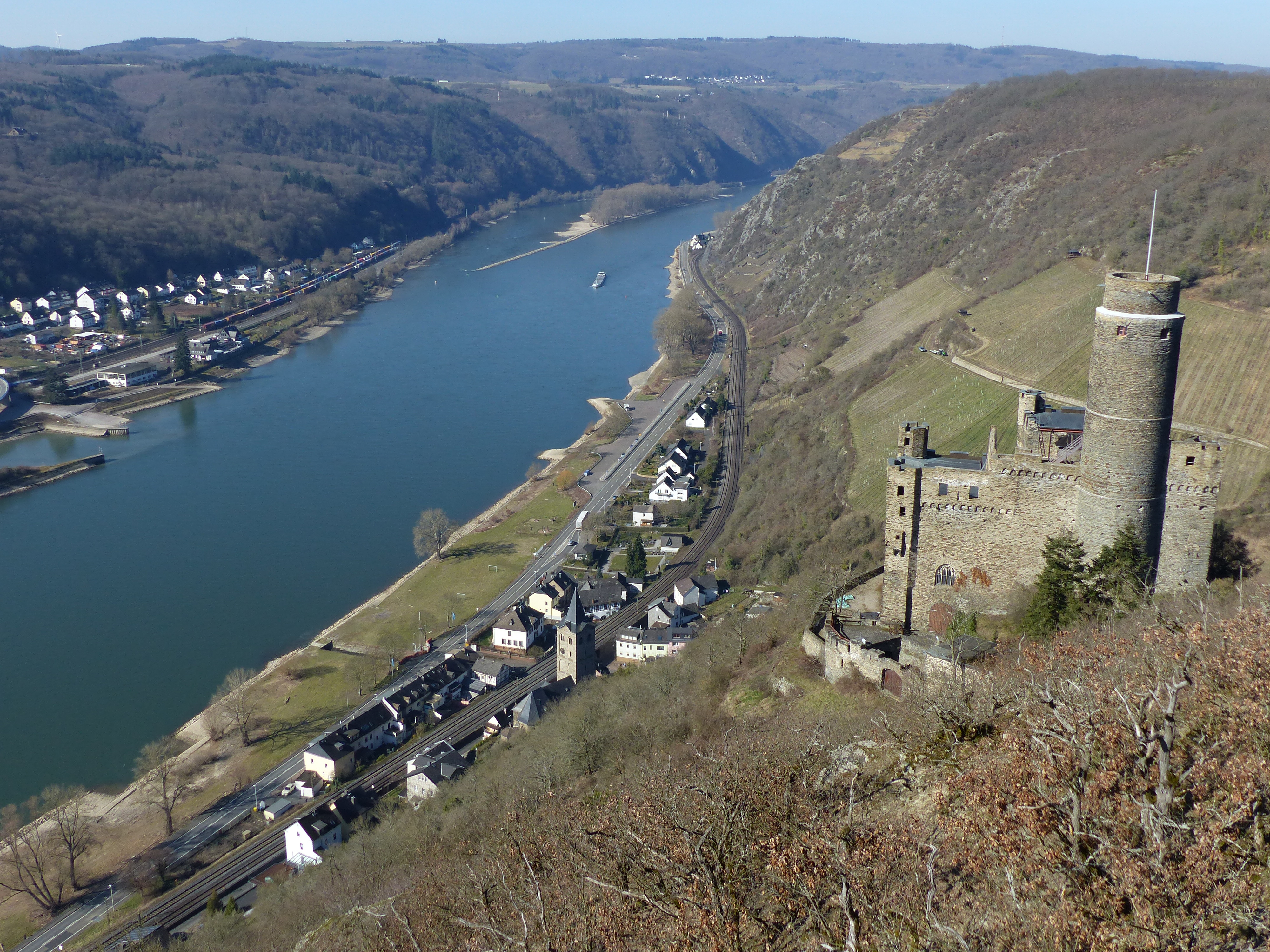
Zamek ponad doliną Renu
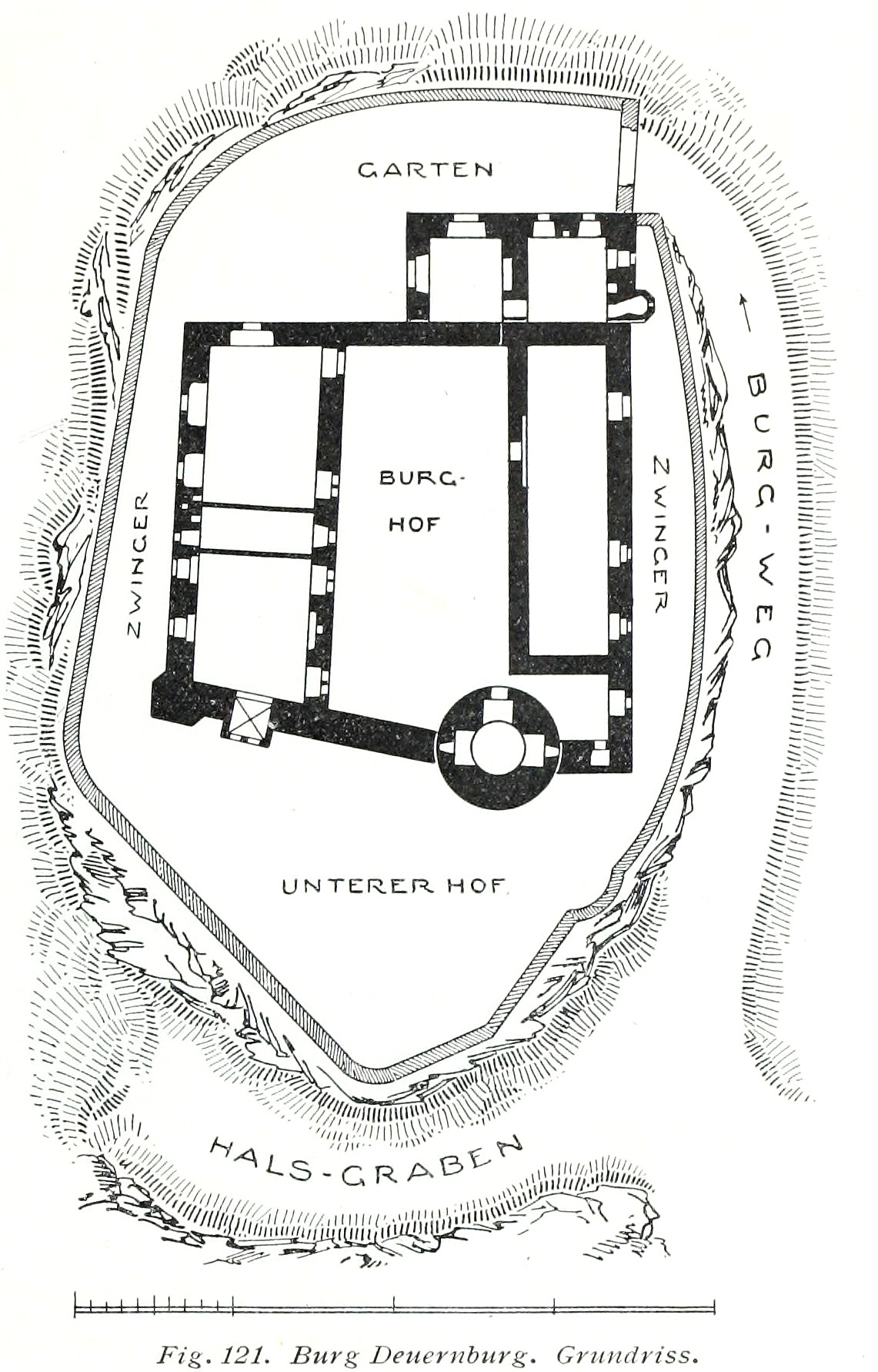
Plan zamku z 1914